# Metopius citratus
Metopius citratus là một loài tò vò trong họ Ichneumonidae.